# Praseodym(II)-iodid
Praseodym(II)-iodid ist eine anorganische chemische Verbindung des Praseodyms aus der Gruppe der Iodide.

## Gewinnung und Darstellung
Praseodym(II)-iodid kann durch Reduktion von Praseodym(III)-iodid mit Praseodym im Vakuum bei 800 °C bis 900 °C gewonnen werden.
{\displaystyle \mathrm {Pr+2\ PrI_{3}\longrightarrow 3\ PrI_{2}} }
Auch die Darstellung durch Reaktion von Praseodym mit Quecksilber(II)-iodid ist möglich.
{\displaystyle \mathrm {Pr+HgI_{2}\longrightarrow PrI_{2}+Hg} }
Die Verbindung wurde 1961 erstmals von John D. Corbett synthetisiert.

## Eigenschaften
Praseodym(II)-iodid ist ein undurchsichtig dunkler, in kompakter Form stark glänzender Feststoff von metallähnlichem Aussehen und Charakter. Darin liegt Praseodym dreiwertig entsprechend Pr3+(I−)2e− vor. Die Verbindung ist äußerst hygroskopisch und kann nur unter sorgfältig getrocknetem Schutzgas oder im Hochvakuum aufbewahrt und gehandhabt werden. An Luft geht er unter Feuchtigkeitsaufnahme in Hydrate über, die aber instabil sind und sich mehr oder weniger rasch unter Wasserstoff-Entwicklung in Oxidiodide verwandeln. Mit Wasser spielen sich diese Vorgänge noch sehr viel schneller ab. Von der Verbindung sind fünf verschiedene Kristallstrukturen bekannt. Unter Normalbedingungen kristallisiert er wie auch Lanthandiiodid und Cerdiiodid im MoSi2-Strukturtyp. Die anderen Modifikationen entsprechen der von (II) 2H-MoS2, (III) 3R-MoS2, (IV) Cadmiumchlorid und (V) einer Spinell-artigen-Typ mit Pr4I8-Einheiten. Die Cadmiumchlorid entsprechende Modifikation besitzt eine trigonale Kristallstruktur mit der Raumgruppe R3m (Raumgruppen-Nr. 166) und den Gitterparametern a = 426,5 pm, c = 2247,1 pm. Die Struktur der Modifikation V ist kubisch mit der Raumgruppe F43m (Nr. 216) und dem Gitterparameter a = 1239,9 pm.